# Nguyễn Ngọc Sơn (thiếu tướng)
Nguyễn Ngọc Sơn (sinh 1957) là một sĩ quan cấp cao trong Quân đội nhân dân Việt Nam, hàm Thiếu tướng, hiện là Phó Giám đốc Học viện Kỹ thuật Quân sự.

## Thân thế và sự nghiệp
Ông sinh năm 1957 tại xóm Cò, xã Mỹ Thái, huyện Lạng Giang, tỉnh Bắc Giang.
Năm 1975, ông xung phong đi bộ đội huấn luyện tại Tiểu đoàn 1012, Trung đoàn 568 Quân khu Tả Ngạn tại vùng Mai Sưu (Lục Nam). Sau đó, ông được biên chế về Tiểu đoàn trinh sát, Bộ Tham mưu, Quân đoàn 3.
Năm 1977, ông được kết nạp vào Đảng Cộng sản Việt Nam
Năm 1978, ông được cấp trên điều về công tác tại Tiểu đoàn trinh sát, Bộ Tham mưu, Quân đoàn 3 giữ chức Trung đội trưởng
Sau khi giải phóng hoàn toàn Campuchia, đơn vị được lệnh hành quân ra phía Bắc. Ông được cử đi đào tạo tại Học viện Lục quân, ra trường lần lượt đảm nhiệm các chức vụ: Phó Tham mưu trưởng Trung đoàn An Lão, Tham mưu trưởng rồi Trung đoàn trưởng Trung đoàn Hoài Ân, Đoàn Sao Vàng (Quân khu 1). Được cử đi đào tạo chỉ huy tham mưu chiến dịch, chiến lược tại Học viện Quốc phòng. Ra trường giữ chức Phó phòng Tác chiến Quân khu 1, Phó Sư đoàn trưởng rồi Sư đoàn trưởng Đoàn Sao Vàng (Quân khu 1).
Năm 2010, ông đảm nhiệm chức Phó Tham mưu trưởng tác chiến Bộ Tham mưu Quân khu 1
Năm 2012, ông giữ chức vụ Phó Giám đốc Học viện Kỹ thuật Quân sự.
Thiếu tướng (9.2013)

## Thành tích
Huân chương Chiến công hạng Nhất
Huy chương Quân kỳ Quyết thắng
Huy chương Chiến sĩ vẻ vang hạng Nhất, Nhì, Ba